# Erik Edman
Erik Edman est un joueur de football suédois né le 11 novembre 1978 à Huskvarna. Il est international suédois évoluant au poste de défenseur.

## En club
Il joue arrière latéral gauche. Edman est passé par l'Italie, l'Allemagne, les Pays-Bas et l'Angleterre avant de rejoindre la France et le Stade rennais.
Après deux ans dans le club breton, il a exprimé son désir de partir dans un autre club où il a signé à Wigan Athletic en Premiership. 
Souvent blessé, il ne joue que très peu à Wigan. Le 5 février 2010, il signe à Helsingborgs IF, le club de ses débuts.

## En sélection
Il a honoré sa première sélection le 1er février 2001 à l'occasion d'un match contre  l'équipe de Finlande et a disputé son premier match en 2001 contre les Îles Féroé. Il a disputé l'Euro 2004.
Edman participe à la coupe du monde 2006 avec l'équipe de Suède.
Il a actuellement 57 sélections et a marqué un but avec l'équipe de Suède de football.

## Statistiques
| Saison          | Club              | Pays       | Championnat | Championnat | Championnat | Championnat  | Championnat  | Coupe d'Europe | Coupe d'Europe | Coupe d'Europe |
| Saison          | Club              | Pays       | Division    | Matchs      | Buts        | Cartons      | Cartons      | Type           | Matchs         | Buts           |
| Saison          | Club              | Pays       | Division    | Matchs      | Buts        | Carton jaune | Carton rouge | Type           | Matchs         | Buts           |
| --------------- | ----------------- | ---------- | ----------- | ----------- | ----------- | ------------ | ------------ | -------------- | -------------- | -------------- |
| 1994            | Habo IF           | Suède      | -           | -           | -           | -            | -            | -              | -              | -              |
| 1994            | Helsingborgs IF   | Suède      | -           | -           | -           | -            | -            | -              | -              | -              |
| 1995            | Helsingborgs IF   | Suède      | -           | -           | -           | -            | -            | -              | -              | -              |
| 1996            | Helsingborgs IF   | Suède      | -           | -           | -           | -            | -            | -              | -              | -              |
| 1997            | Helsingborgs IF   | Suède      | 1           | 24          | -           | -            | -            | -              | -              | -              |
| 1998            | Helsingborgs IF   | Suède      | 1           | 25          | -           | -            | -            | -              | -              | -              |
| 1999            | Helsingborgs IF   | Suède      | 1           | 12          | 1           | -            | -            | -              | -              | -              |
| 1999 - 2000     | Torino FC         | Italie     | 1           | 0           | 0           | -            | -            | -              | -              | -              |
| 1999 - 2000     | Karlsruher SC     | Allemagne  | 1           | 8           | 0           | -            | -            | -              | -              | -              |
| 2000            | AIK Solna         | Suède      | 1           | 8           | 0           | -            | -            | -              | -              | -              |
| 2001            | AIK Solna         | Suède      | 1           | 13          | 0           | -            | -            | -              | -              | -              |
| 2001 - 2002     | SC Heerenveen     | Pays-Bas   | 1           | 33          | 1           | -            | -            | -              | -              | -              |
| 2002 - 2003     | SC Heerenveen     | Pays-Bas   | 1           | 30          | 0           | -            | -            | -              | -              | -              |
| 2003 - 2004     | SC Heerenveen     | Pays-Bas   | 1           | 28          | 0           | -            | -            | -              | -              | -              |
| 2004 - 2005     | Tottenham Hotspur | Angleterre | 1           | 28          | 1           | -            | -            | -              | -              | -              |
| 2005 - 2005     | Tottenham Hotspur | Angleterre | 1           | 3           | 0           | -            | -            | -              | -              | -              |
| 2005 - 2006     | Stade rennais     | France     | 1           | 26          | 0           | 5            | 0            | C3             | 4              | -              |
| 2006 - 2007     | Stade rennais     | France     | 1           | 30          | 0           | 6            | 0            | -              | -              | -              |
| 2007 - 2008     | Stade rennais     | France     | 1           | 12          | 0           | 2            | 0            | C3             | 2              | -              |
| 2007 - 2008     | Wigan Athletic    | Angleterre | 1           | 5           | 0           | 0            | 0            | -              | -              | -              |
| 2008 - 2009     | Wigan Athletic    | Angleterre | 1           | 0           | 0           | 0            | 0            | -              | -              | -              |
| 2009 - Jan.2010 | Wigan Athletic    | Angleterre | 1           | 4           | 0           | 0            | 0            | -              | -              | -              |
| Jan.2010 - 2010 | Helsingborgs IF   | Suède      | 1           | 29          | 0           | -            | -            | -              | -              | -              |
| 2011            | Helsingborgs IF   | Suède      | 1           | 14          | 0           | -            | -            | C3             | 4              | 0              |
| 2012            | Helsingborgs IF   | Suède      | 1           | 8           | 0           | -            | -            | C1             | 1              | 0              |

- 133 matchs et 1 but en Allsvenskan
- 68 matchs en Ligue 1
- 8 matchs en Bundesliga
- 40 matchs et 1 but en Premier League
- 94 matchs et 1 but en Eredivisie
- 1 match en Ligue des Champions
- 10 matchs en Coupe de l'UEFA

## Palmarès

### En club
- Champion de Suède en 1999 et en 2011 avec Helsingborgs IF
- Vainqueur de la Coupe de Suède en 1998, en 2010 et en 2011 avec Helsingborgs IF
- Vainqueur de la Supercoupe de Suède en 2011 et en 2012 avec Helsingborgs IF

### EnÉquipe de Suède
- 57 sélections et 1 but entre 2001 et 2009
- Participation au Championnat d'Europe des Nations en 2004 (1/4 de finaliste)
- Participation à la Coupe du Monde en 2006 (1/8 de finaliste)

### Distinction individuelle
- Élu meilleur défenseur suédois de l'année en 2004